# Podlesie (Skrzynka)
Podlesie – część wsi Skrzynka w Polsce, położona w województwie małopolskim, w powiecie dąbrowskim, w gminie Szczucin.
W latach 1975–1998 Podlesie należało administracyjnie do województwa tarnowskiego.